# Richland Springs
Richland Springs – miasto w Stanach Zjednoczonych, w stanie Teksas, w hrabstwie San Saba.